# Voralpe
Die Voralpe oder auch Voralm ist ein Berg in den Ybbstaler Alpen im Dreiländereck von Niederösterreich, Oberösterreich und Steiermark.
Der Berg hat zwei Hauptgipfel, die 1770 m ü. A. hohe Stumpfmauer auf der Grenze zwischen Niederösterreich und Oberösterreich, die gegen Südosten hin mit einer steilen Wand abfällt; und weiter südwestlich den 1727 m ü. A. hohen Tanzboden auf der Grenze zwischen Niederösterreich und der Steiermark. Im Sattel zwischen den Gipfeln befindet sich das Dreiländereck. Die Stumpfmauer ist die höchste Erhebung des Bezirks Steyr-Land.
Die Voralpe kann von Hollenstein an der Ybbs oder von Altenmarkt aus teilweise über Fahrwege, teils über Steige, in etwa drei Stunden Gehzeit erstiegen werden. Der Übergang von einem Gipfel zum anderen nimmt etwa 45 Minuten Gehzeit in Anspruch. Der Eisenwurzenweg (Österreichischer Weitwanderweg 08) führt ebenfalls über die Voralpe.

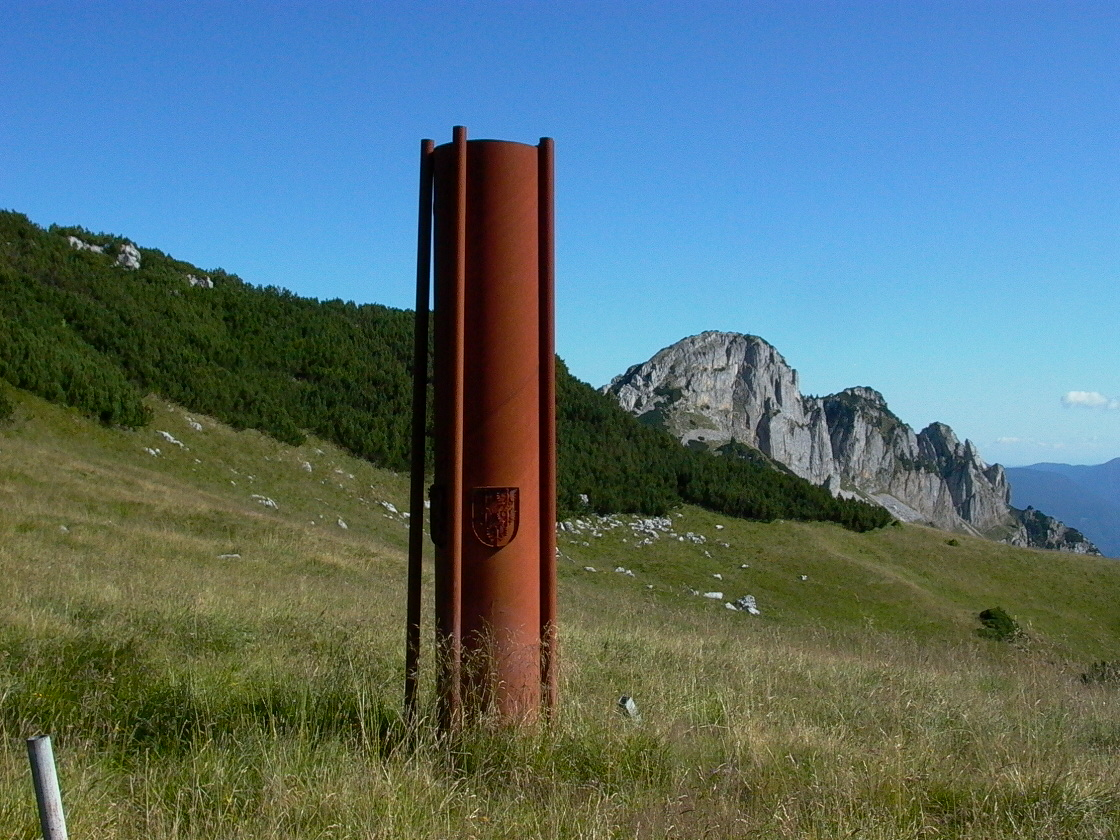
Die Skulptur Dreiklang

## Das Dreiländereck
Das Dreiländereck befindet sich knapp südlich des Sattels zwischen Stumpfmauer und Tanzboden, der Sattel wird auch Luckerte Mauer genannt.
Am 14. September 2001 wurde am Tanzboden eine Metallskulptur mit dem Namen Dreiklang aufgestellt, welche die Wappen der drei Bundesländer trägt. Im folgenden Jahr wurde diese Skulptur im Rahmen einer Bergmesse gesegnet.